# Schwarze Pumpe
Schwarze Pumpe, niedersorbisch Carna Plumpa, ist ein Ortsteil der brandenburgischen Stadt Spremberg im Landkreis Spree-Neiße. Bis zum 27. September 1998 war der Ort eine eigenständige Gemeinde.

## Geschichte

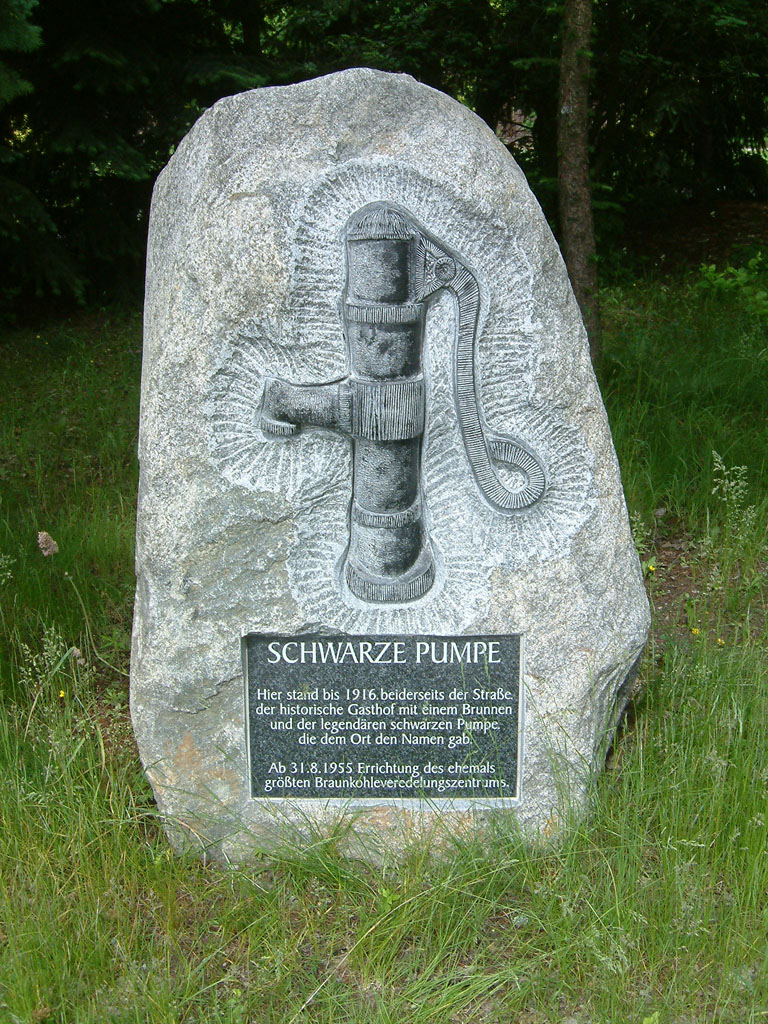
Gedenkstein des Gasthofes „Zur schwarzen Pumpe“

### Vor dem Zweiten Weltkrieg
Erste Hinweise auf den Ort Schwarze Pumpe findet man in der 1820 erschienenen Topographisch-statistische(n) Uebersicht des Regierungsbezirks Frankfurth a. d. O. Dort ist ein Krug dieses Namens erwähnt, der damals zur Gemeinde Terpe gehörte. Im 1846 erschienenen Urmesstischblatt 4452 Spremberg und im 5. Band des 1847 erschienenen Topographisch-statistisch-historischen Lexikon von Deutschland. wird eine in einer Viertelstunde Entfernung vom Dorf Terpe befindliche Ziegelei und Gaststätte „Zur Schwarzen Pumpe“ erwähnt. In einer Landkarte vom Landkreis Spremberg, die 1880 erschien, ist für den heutigen Ort Schwarze Pumpe außer der erwähnten Gaststätte, einem Chausseehaus und zwei Ziegeleien sonst noch keinerlei Bebauung erkennbar.
Über die namentliche Herkunft der Gaststätte „Zur schwarzen Pumpe“, auch Namensgeber des heutigen Ortsteiles, gibt es verschiedene Überlieferungen und Legenden, die auf die Zeit des Dreißigjährigen Krieges zurückgehen. Eine Legende besagt, dass Friedrich Wilhelm von Brandenburg (der Große Kurfürst) beim Gasthof eine Pferdetränke errichten ließ. Zum Schutz vor feindlichen Söldnern wurde die Pumpe des Gasthofes schwarz angestrichen, das damalige Symbol für die Pest. Mit dieser List erhoffte man sich, die feindlichen Truppen auf Distanz halten zu können.
Eine andere Legende besagt, dass der kaiserliche Feldherr Wallenstein im Jahre 1626 hier vorbeizog, als die Pest tatsächlich im nahegelegenen Spremberg wütete und die Pumpe im Gasthof deshalb schwarz angestrichen wurde. Da die Chaussee von Spremberg in Richtung Hoyerswerda direkt durch das Gehöft des Gasthofes verlief, war dieser ein zentraler Anlaufpunkt und Raststation. Auch August II. von Polen (August der Starke) soll bei seinen Fahrten zwischen seinen Residenzen in Sachsen und Polen mehrmals hier eingekehrt sein. 1867 hatte Schwarze Pumpe 107 Einwohner.

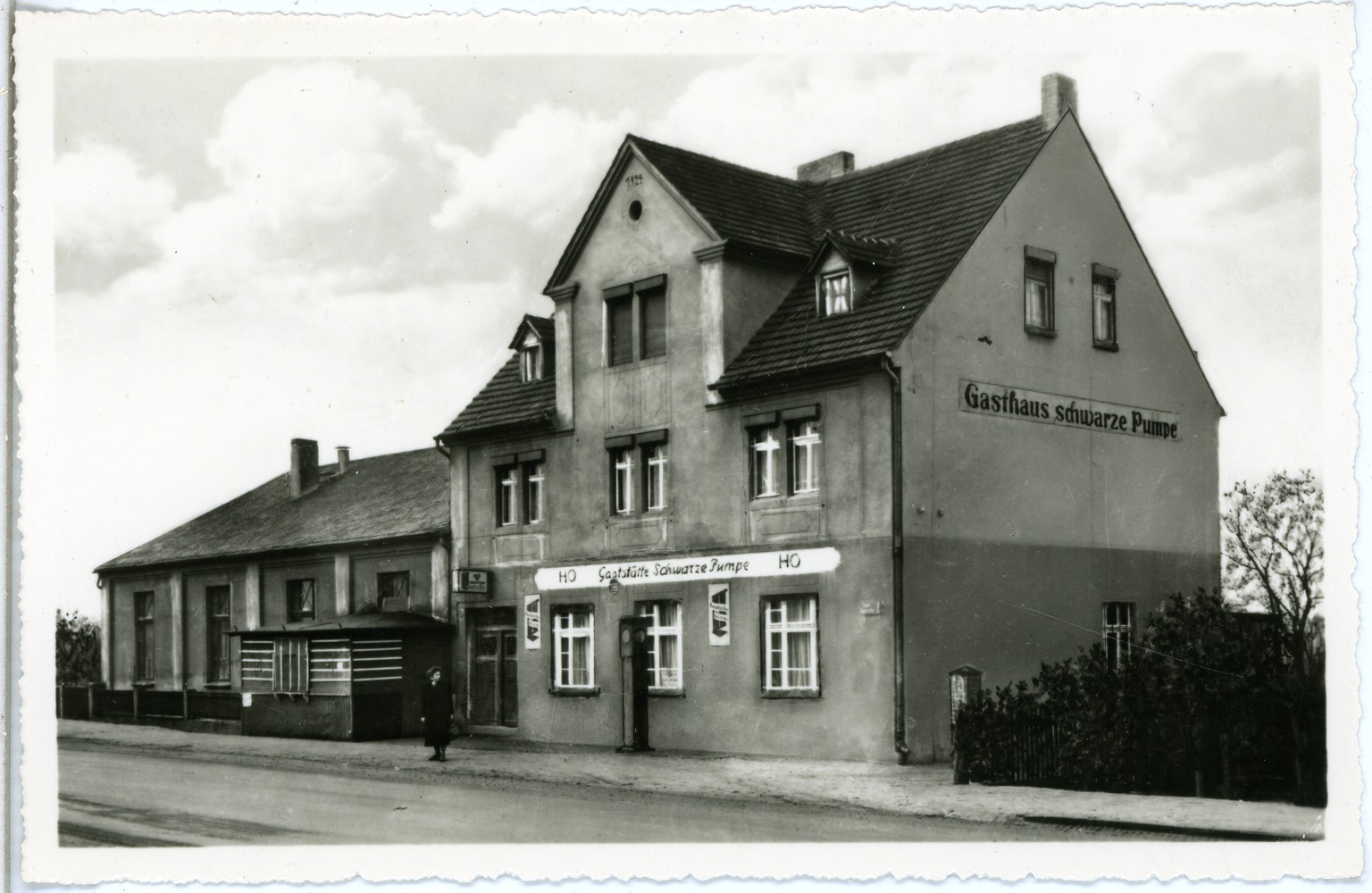
Gasthof Schwarze Pumpe 1957

Durch die zunehmende Industrialisierung und aufkommende Bergbautätigkeit in der Region wurden – ausgehend vom Gasthof – nach und nach weitere Siedlungsbauten rechts und links der Chaussee errichtet. So entstand in der damaligen Gemeinde Terpe eine neue Siedlung, die „Kolonie Pumpe“ genannt wurde. Im 1878 erschienenen Adressbuch der Stadt Spremberg ist diese Siedlung noch nicht separat aufgeführt, sondern lediglich unter „Terpe mit der schwarzen Pumpe“ zu finden. 113 von 598 Einwohnern der Gemeinde Terpe lebten laut diesem Verzeichnis in der Kolonie Pumpe. Ab 1908 konnten Kinder der Kolonie, die bis dahin noch in der Gemeinde Terpe eingeschult wurden, eine Schule in der eigenen Siedlung besuchen. 1918 wurden erste Telefonanschlüsse gelegt. Im Jahre 1916 (anderen Quellen zufolge 1920/22) brannte der namensgebende Gasthof ab und wurde später unweit dieser Stelle neuerrichtet. In der Folgezeit wurden weitere Wohn- und Geschäftsbauten errichtet, und die Kolonie weitete sich entlang der Chaussee Spremberg–Hoyerswerda beträchtlich aus. Hauptarbeitgeber war zu dieser Zeit die Braunkohlengrube „Brigitta“ in Spreetal unweit der Kolonie Schwarze Pumpe. Mitte der dreißiger Jahre gab es bereits 111 Häuser. Auf Grund des zunehmenden Verkehrsaufkommens wurde die Chaussee zur Reichsstraße hochgestuft. Auf Anordnung des Regierungspräsidenten in Frankfurt/Oder war die Straßenbebauung einzustellen. Eine weitere Bebauung fand danach auf der Fläche westlich der Reichsstraße, der heutigen Ringstraße, statt. In der Zeit des Nationalsozialismus regte sich Widerstand gegen das Regime. Drei Einwohner des Ortsteils Brigittenhof hatten Flugblätter verteilt, wurden aber entdeckt und 1935 zu hohen Zuchthausstrafen verurteilt. Einer von ihnen, Fritz Schulz, wurde 1945 in der Strafanstalt Brandenburg-Görden ermordet. Nach ihm ist eine Straße benannt.

### Zweiter Weltkrieg
Mit Beginn des Zweiten Weltkriegs kam es auch in der Kolonie Schwarze Pumpe, wie fast im gesamten Reich, zur Unterbrechung der Entwicklung und des Aufbaus der Kolonie. Am 20. April 1945 lieferten sich in der Kolonie Schwarze Pumpe vorrückende sowjetische und polnische Truppenteile und sich zäh verteidigende deutsche Einheiten schwere Gefechte. Dadurch waren nicht nur erhebliche Schäden an Wohnbebauung, Handwerksbetrieben und Stallungen zu beklagen, sondern auch Verluste auf beiden Seiten.

### Nach 1946

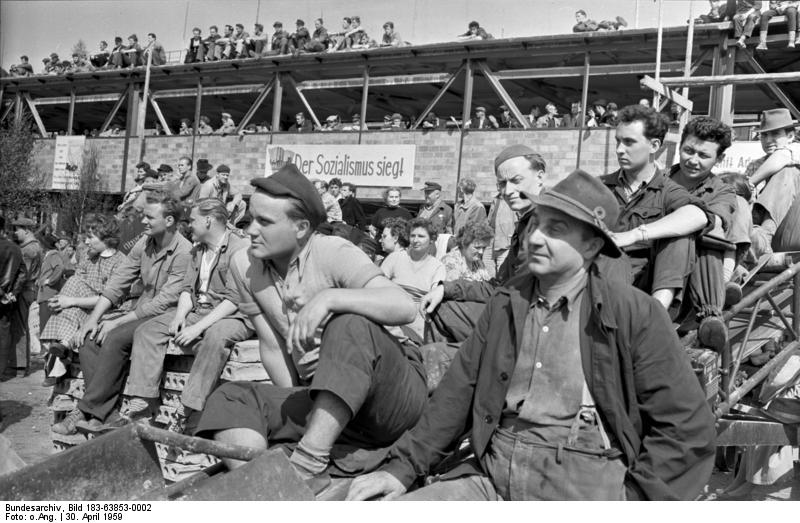
Am 30. April 1959 versammelten sich die Beschäftigten vor dem Beginn des Probebetriebs des Gaskombinats

1949 wurde ein sowjetisches Ehrenmal für die 108 Sowjetsoldaten errichtet, die bei den Kämpfen um Schwarze Pumpe gefallen waren. Dieses Ehrenmal wurde genau an der Stelle errichtet, wo sich bis 1916 der ursprüngliche Gasthof „Schwarze Pumpe“ befunden hatte.
Auf Grundlage eines Ministerratsbeschlusses vom 23. Juni 1955 wurde im selben Jahr mit den ersten Maßnahmen zum Aufbau des später als Gaskombinat Schwarze Pumpe bekannten Kohleveredlungsbetriebes begonnen. Den ersten Spatenstich führte der damalige Minister für Schwerindustrie Fritz Selbmann durch. Aufbauleiter wurde der Wirtschaftsfunktionär und spätere Schriftsteller Hasso Grabner, der mit Selbmann von 1935 bis 1938 im Zuchthaus Waldheim gesessen hatte. Grabner wurde allerdings bereits im April 1956 wieder entlassen, da er nach Ansicht der SED „nicht die Garantie bot für das Gelingen des Aufbaues des Kombinates“.
Am 5. August 1959 wurde durch Beschluss des Kreistages Spremberg die Gemeinde Terpe in Gemeinde Schwarze Pumpe umbenannt.
Das Gaskombinat Schwarze Pumpe entwickelt sich durch den immer weiter steigenden Bedarf in der DDR zum damals größten Braunkohleveredlungsbetrieb der Welt.
Nach der deutschen Wiedervereinigung wurden ab 1992 die veralteten Anlagen des Gaskombinats Schwarze Pumpe schrittweise stillgelegt und das Gelände in den Industriepark Schwarze Pumpe umgewandelt. Im nördlichen Teil des Geländes, nur wenige hundert Meter östlich des Ortes, entstand von 1993 bis 1998 das neue Kraftwerk Schwarze Pumpe. Am 27. September 1998 wurde die bis dahin selbstständige Gemeinde Schwarze Pumpe zusammen mit Sellessen in die Stadt Spremberg eingemeindet. 2001 wurde der Unterricht des Erwin-Strittmatter-Gymnasiums hierher für ein volles Jahr ausgelagert.

### Bevölkerungsentwicklung

Einwohnerentwicklung von Schwarze Pumpe von 1875 bis Januar 2018

| 1875  | 472  | 1890 | 549  | 1910 | 737  |
| 1925  | 1634 | 1933 | 1824 | 1939 | 2166 |
| 1946  | 1922 | 1950 | 2024 | 1964 | 7069 |
| 1971  | 3560 | 1981 | 2935 | 1985 | 2899 |
| 1989  | 2832 | 1995 | 2909 | 1997 | 2759 |
| 2009  | 1902 | 2012 | 1900 | 2017 | 1896 |
| 2018¹ | 1886 |      |      |      |      |

¹ 1. Januar 2018

## Religion

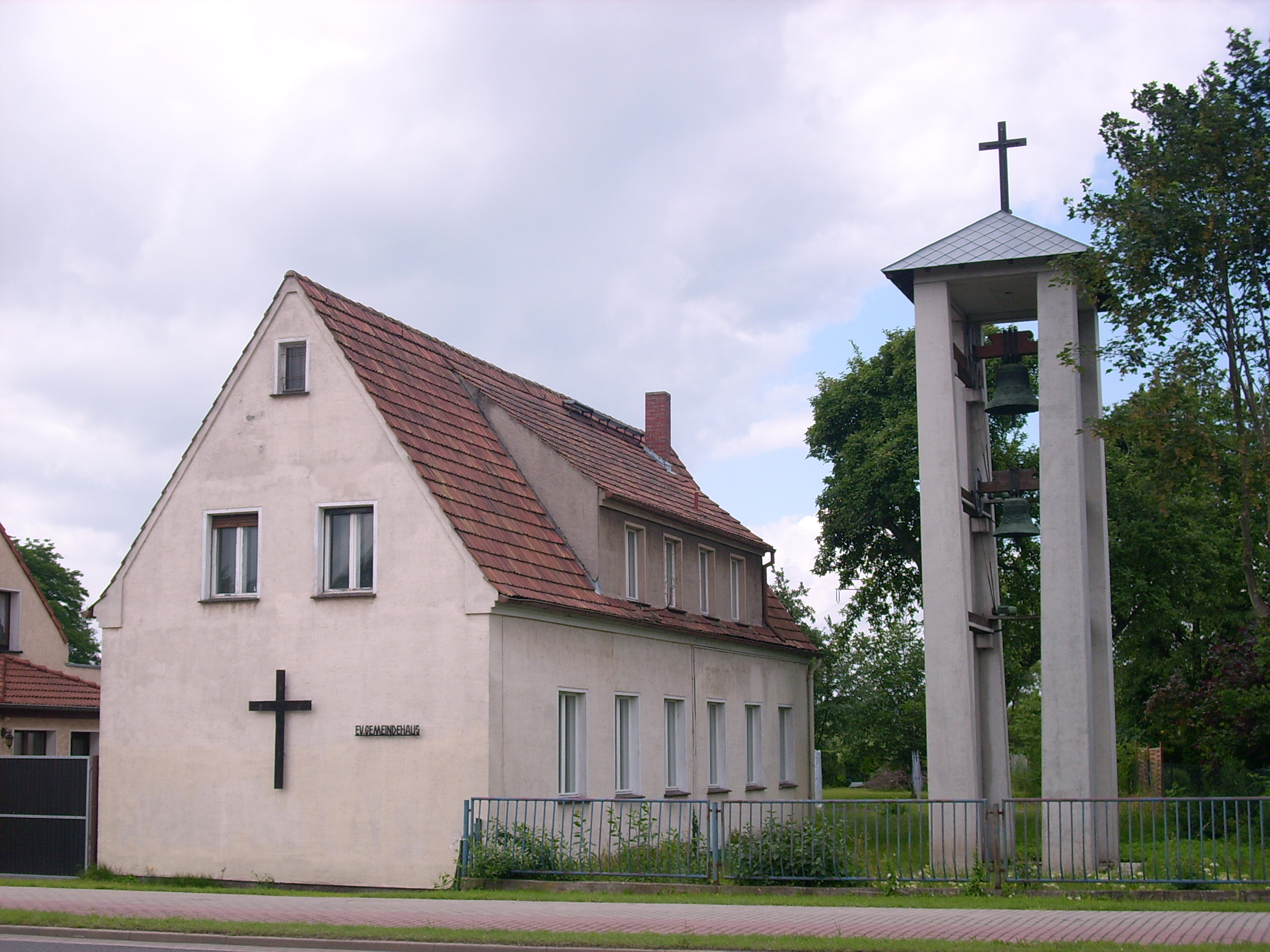
Evangelisches Gemeindehaus

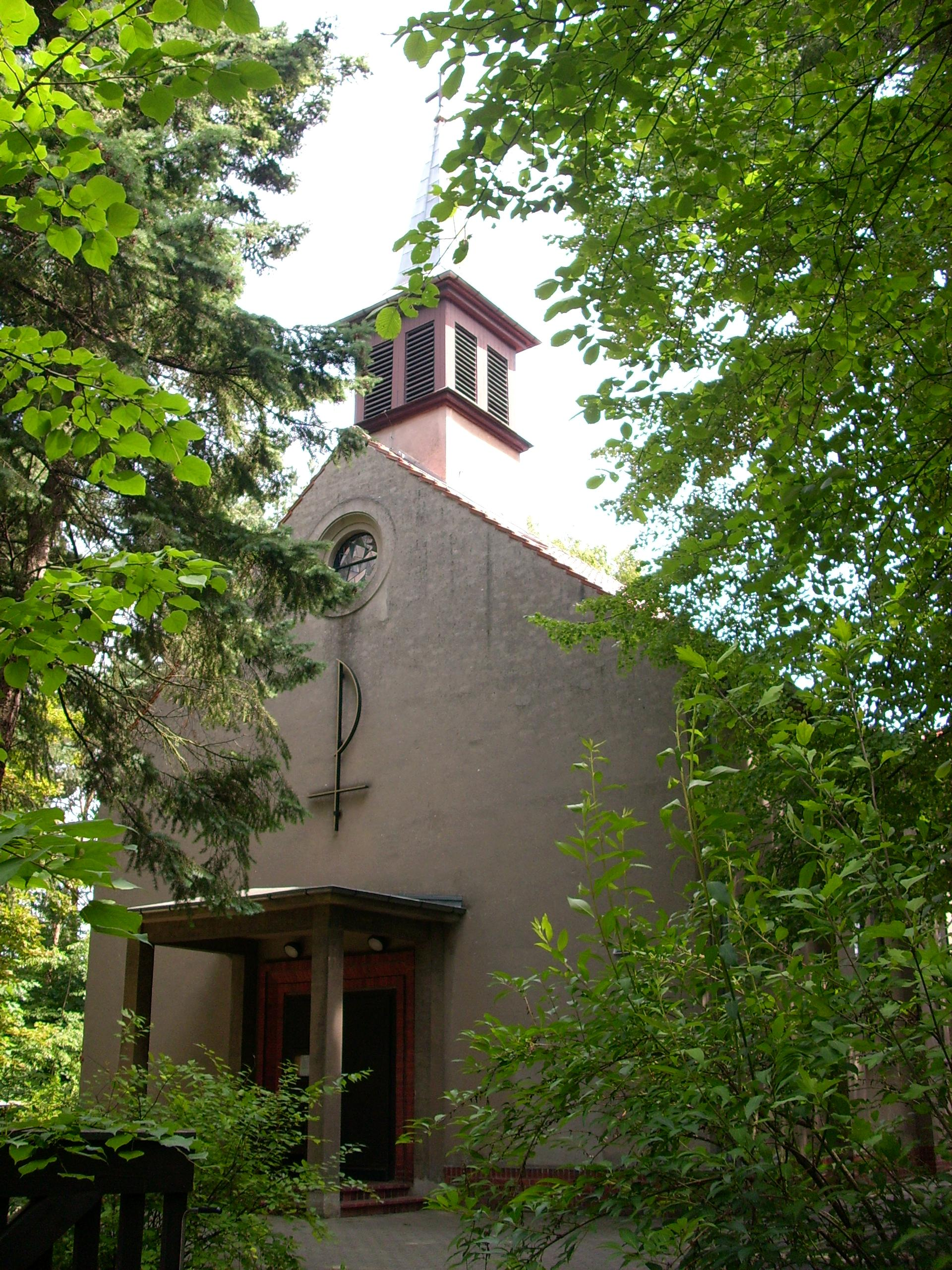
Ehemalige katholische Kirche

Das evangelische Gemeindehaus wurde von 1963 bis 1966 erbaut und 1995 um einen freistehenden Glockenturm bereichert. Seit 2002 gehört das Gemeindehaus zur Auferstehungskirchgemeinde Spremberg der Evangelischen Kirche Berlin-Brandenburg-schlesische Oberlausitz.
Die katholische St.-Michael-Kirche ist nach dem Erzengel Michael benannt, sie wurde von 1951 bis 1953 erbaut und gehörte seit 2004 als Filialkirche zur Pfarrei St. Benno mit Sitz in Spremberg im Bistum Görlitz. Sie wurde am 8. Juli 2023 von Bischof Wolfgang Ipolt profaniert.

## Kultur und Sehenswürdigkeiten
- Gedenkanlage mit Gedenkstein für die Opfer des Faschismus und für den Kommunisten Ernst Thälmann an der Fritz-Schulz-Straße im Ortsteil Brigittenhof
- Der ostdeutsche Liedermacher Gerhard Gundermann setzte sich mit dem Ort oder vielmehr seiner Industrie mit den Liedern Sonntag in Schwarze Pumpe, erschienen 1995 auf dem Album Frühstück für immer, und Straße nach Norden auseinander.

## Verkehrsanbindung

### Straßenanbindung
Durch Schwarze Pumpe führen von Nord nach Süd die Bundesstraße 97 (Guben–Dresden) und von West nach Ost die Bundesstraße 156 (Großräschen–Bautzen). Ab dem zentralen Kreuzungspunkt „Berliner Kreuzung“ in Spremberg bis etwa zur Mitte der Ortslage Schwarze Pumpe sind auf einer Länge von ca. 6 km beide Bundesstraßen zu einer gemeinsamen Straße vereint.
Zur Entlastung des innerstädtischen Verkehrsaufkommens wurde eine 12,5 km lange Umgehungsstraße von der Bundesstraße 97 aus Richtung Cottbus kommend kurz vor dem Ortseingang Spremberg beginnend, mit westlicher Umgehung des Stadtgebietes, gebaut. Hinter der Ortslage Schwarze Pumpe trifft die Umgehungsstraße dann wieder auf die Bundesstraße 97. Die Inbetriebnahme erfolgte am 16. September 2011.
Die nächstgelegene Autobahnanbindung ist die 17 km nördlich befindliche Anschlussstelle Cottbus-Süd der A 15 (Grenzübergang Bademeusel–Dreieck Spreewald). Als Alternativanbindung ist die Anschlussstelle Großräschen der A 13 (Kreuz Schönefeld–Dreieck Dresden-Nord) westlich von Spremberg in ca. 38 km Entfernung zu sehen.

### Bahnanbindung
Schwarze Pumpe besitzt heute keine aktive Bahnanbindung mehr. Die Mitte der 1980er Jahre noch aufwendig sanierte und elektrifizierte Bahnstrecke Knappenrode–Sornoer Buden Senftenberg–Schwarze Pumpe–Hoyerswerda sowie Schwarze Pumpe–Spreewitz ist zwar weitestgehend zweigleisig angelegt worden, der Verkehr kam aber Anfang der 1990er Jahre im Zuge des Strukturwandels und neuer Tagebauerschließungen wieder zum Erliegen. Der Bahnhof Schwarze Pumpe war mit zwei überdachten Mittelbahnsteigen großzügig angelegt worden. Das Bahnhofsgebäude ähnelte dem von Potsdam Pirschheide.

### Radfahren
Spremberg und Umgebung verfügt über ein ausgezeichnetes gut ausgebautes und ausgeschildertes Radwandernetz. Durch Spremberg selbst führen sowohl überregionale Radwanderwege wie der „Spreeradweg“ oder die „Niederlausitzer Bergbautour“ als auch regionale Touren wie die „Strittmattertour“.

## Sport
Bekanntheit erlangte Schwarze Pumpe durch die damalige Werksfußballmannschaft BSG Aktivist Schwarze Pumpe.

## Persönlichkeiten
- Werner Marusch (* 1933), Landwirt und Politiker (DBD, SPD)